# Немовля

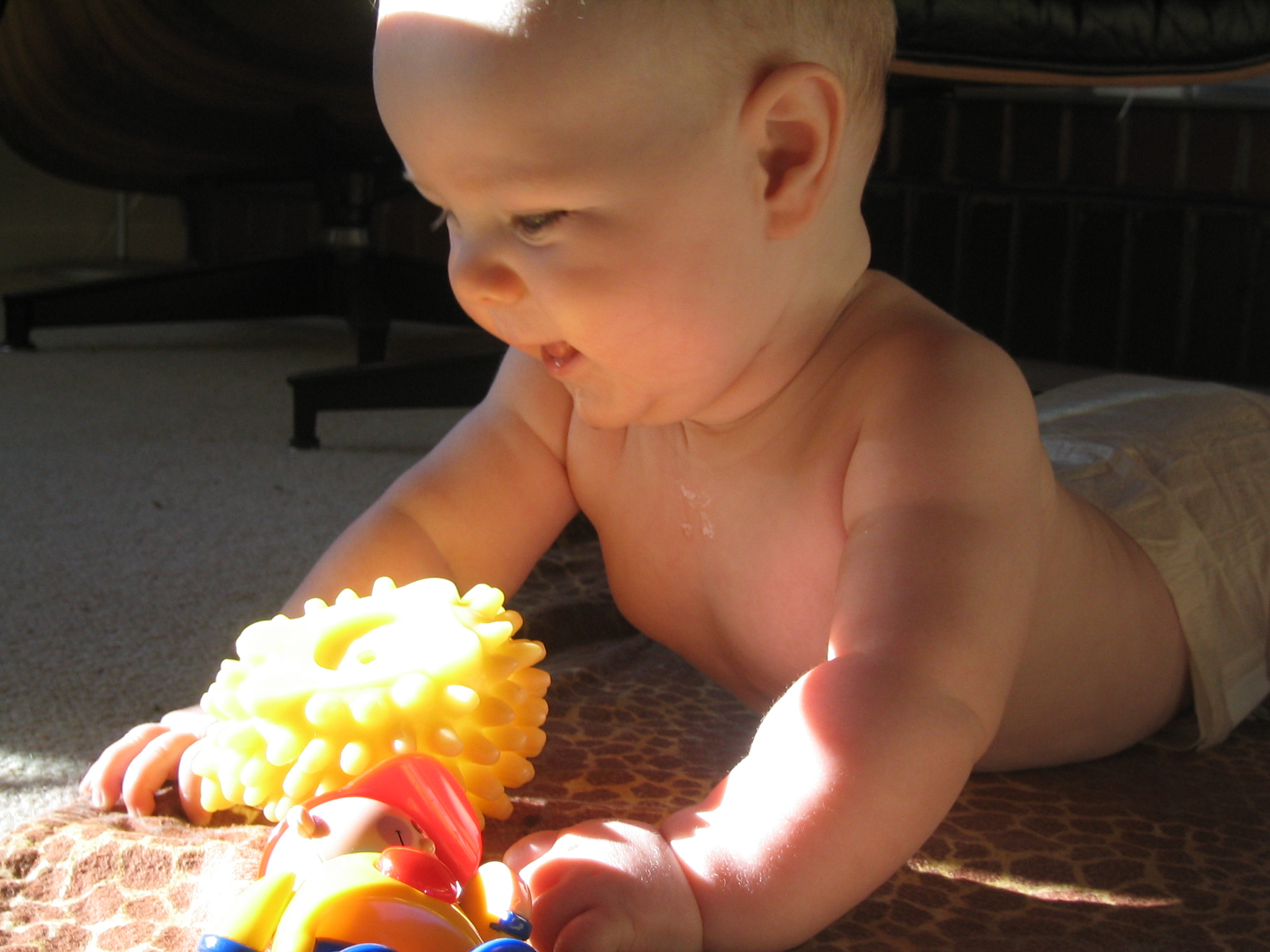
Дитина грається.

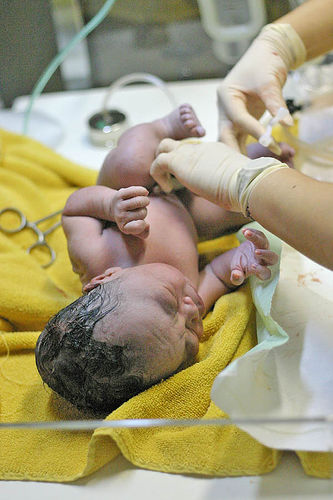
Новонароджена дитина в Індонезії, з пуповиною, готовою до фіксації.

Немовля — дитина у віці від народження до року. Розрізняють період новонародженості (перші 4 тижні після народження) і грудний вік (від 4 тижнів до 1 року). Розвиток немовляти робить вирішальний вплив на його подальший розумовий і фізичний розвиток. Його організм не стійкий до зовнішніх впливів, сприйнятливий до захворювань, тому йому необхідний ретельний догляд.
Грудний вік характеризується особливо інтенсивним зростанням і розвитком. У віці від одного до трьох місяців зріст дитини збільшується щомісяця на 3 см; в 4—6 місяців — на 2,5 см, в 7—9 місяців — на 1,5—2 см, в 10—12 місяців — на 1 см. За перший рік життя зріст дитини збільшується в середньому в 1,5 раза, досягаючи 75 см, маса тіла збільшується в середньому в 3 рази, досягаючи 10 кг.

## Анатомо-фізіологічні особливості
Діти грудного віку мають ніжну, вразливу шкіру, недорозвинені вивідні протоки потових залоз. Потовиділення за перший рік життя подвоюється, але часто має неадекватний характер (може збільшитися при похолоданні). Апокринові потові залози не функціонують. Ріст волосся в цьому віці уповільнений, за перший рік життя його товщина збільшується в середньому з 0,06 до 0,08 мм. У цьому віці інтенсивно наростає як маса підшкірної клітковини, так і кількість жирових клітин. Немовля має більше, ніж дорослий, відношення маси підшкірної тканини до маси тіла. При народженні вміст жиру в підшкірній тканині 35,5 %, за рік він збільшується до 56 %.
Кісткова тканина немовлят містить менше, ніж у дорослих, мінеральних речовин. Товстіше, ніж у дорослих, окістя бере участь в утворенні нової кісткової тканини. Поступово з'являються точки закостеніння, в скелеті накопичуються солі кальцію, кістки тверднуть. За час першого року життя вміст кальцію в кістках стає більше в середньому в 3,5 раза (з 28 до 100 г). З'являються фізіологічні вигини хребта. Шви між кістками черепа, наявні у новонародженої дитини, до 3—4 місяців ущільнюються, мале джерельце закривається до 4—8-го тижня; велике тім'ячко — до кінця першого року життя. Форма грудної клітки бочкоподібна, має горизонтальне розташування ребер.
М'язова система розвинена слабо, відношення маси м'язів до маси тіла помітно менше, ніж у дорослої людини. М'язи, особливо згиначі, у новонароджених мають підвищений тонус, який у рук нормалізується до 2—2,5 місяців, у ніг до 3—4 місяців, при цьому зникає зазвичай зігнутий стан кінцівок.
Вже сформовані бронхи мають вузький просвіт, їх м'язові та еластичні волокна розвинені слабко. Недостатній розвиток має еластична тканина легень. Протягом першого року життя зростає кількість альвеол, відповідно дихальна поверхня легень збільшується на першому році життя в 4 рази, а хвилинний обсяг дихання — з 635 до 2200 см3. Частота дихання поступово стає рідше. У нормальних немовлят на один подих припадає приблизно 3 удари серця. Серце до 8 місяців збільшує свою масу у 2 рази, в основному шляхом потовщення міокарда. Пульс поступово стає рідше: в однорічному віці його частота не перевищує 120 ударів у хвилину. Сечова система дитини розвивається, росте маса і поліпшується структура нирок, збільшується обсяг і еластичність сечового міхура, до кінця першого року число сечовипускань зменшується до 15—16 разів на добу.

## Догляд за немовлям

### Годування

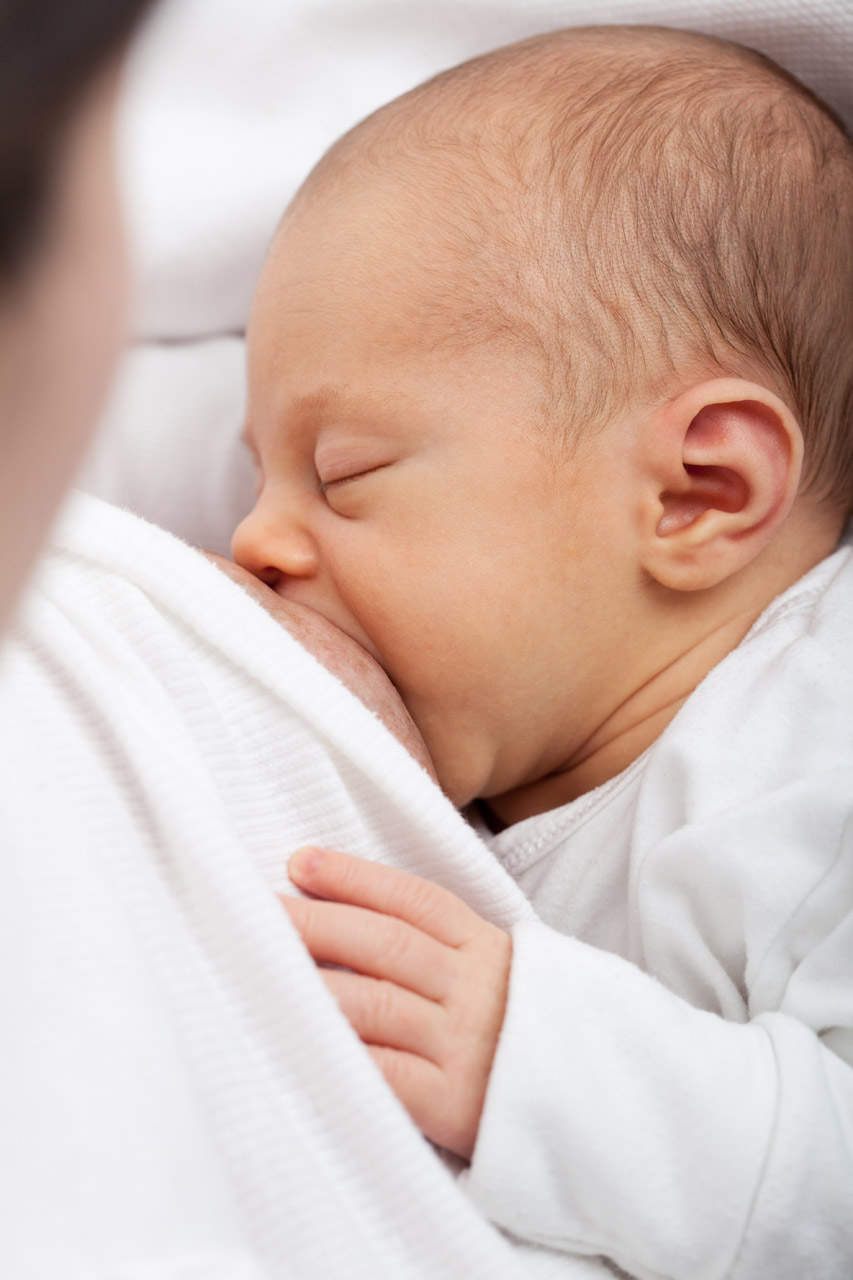
Немовля під час годування

#### Грудне годування
Згідно з рекомендаціями Всесвітньої організації охорони здоров'я оптимальним є виключно грудне вигодовування протягом перших 6-ти місяців життя немовляти. Також грудне молоко може забезпечувати приблизно половину потреб немовляти у віці 6—12-ти місяців, і близько третини потреб — у віці 12—23-х місяців.
Є дані про те, що вигодовування грудним молоком допомагає захищати дитину від гострих і хронічних інфекцій. У ньому міститься набір речовин, що впливають на роботу імунної системи, що володіють антибактеріальними властивостями, регулюють роботу кишки і допомагають конкурувати з іншими бактеріями за засвоєння поживних речовин.
Метааналіз 20 досліджень також виявив позитивний вплив на розумовий розвиток малюка. Діти, що знаходилися на грудному вигодовуванні, випереджали за розумовими здібностями дітей, яких годували дитячими поживними сумішами, навіть після виправлення на соціально-економічний статус і рівень освіти матері.
При грудному вигодовуванні важливим є забезпечення гарного харчування матері, оскільки під час лактації зростають потреби в енергії.

#### Введення прикорму
| Вік, місяців | Продукти                                                      |
| ------------ | ------------------------------------------------------------- |
| 0-6          | Рідини                                                        |
| 4-7          | Їжа у вигляді пюре                                            |
| 7-12         | Перетерті або рублені страви; продукти, які можна їсти руками |
| 12-24        | Їжа із сімейного столу                                        |

У 6 місяців у харчування немовлят вводиться прикорм. Для деяких дітей допускається введення прикорму і раніше, але не раніше 4-х місяців. До 4-х місяців у пригрудчат відсутня нервово-м'язова координація, що дозволяє сформувати харчову грудку і проковтнути її. Введення прикорму також бере участь у розвитку нервово-м'язової координації.
Рекомендації щодо введення коров'ячого молока в раціон харчування немовлят у різних країнах різні, в одних не рекомендується давати коров'яче молоко до 9—10 місяців, в інших — до 12. Грудне молоко або дитячі суміші допустимо використовувати в раціоні аж до 12 місяців, а аргументація до введення коров'ячого молока зводиться до дорожнечі сумішей в порівнянні з коров'ячим молоком. У малих кількостях коров'яче молоко може використовуватися в прикормі або для приготування їжі вже з 6 місяців.
У віці 1 рік діти можуть їсти звичайну їжу із сімейного столу, яка потребує спеціальної підготовки, проте в таку їжу не рекомендується додавати сіль. Наприклад, приготована порція домашньої їжі може бути відкладена для немовляти перед додаванням солі. Діти їдять повільно, тому дорослим може знадобитися бути терплячими.

### Забезпечення сну
Новонароджені діти сплять більшу частину часу, але в міру зростання немовляти сумарний час сну немовляти зменшується, а час нічного сну збільшується. Як тільки дитина починає регулярно спати ночами, батьків можуть турбувати епізоди пробудження ночами, які зазвичай починаються з 6 місяців, проте це природний етап розвитку, при якому дитина не розуміє, що розлука з рідними людьми тимчасова, і не може через це заснути. Багато дітей не можуть засинати самі по собі або після пробудження серед ночі, тому формування ритуалу відходу до сну в ліжечку може допомагати дитині заснути. Однак привчання до засипання на руках може виявитися поганою ідеєю, оскільки немовля потім не зможе засинати само по собі.
Американська асоціація педіатрії рекомендує спати з немовлям в одній і тій же кімнаті як мінімум перші 6 місяців, а по можливості й весь перший рік життя, що дозволяє зменшити ризик раптової смерті немовляти на 50 %. Однак батьки не повинні спати з немовлям в одному ліжку, оскільки дитина в цьому випадку може травмуватися або померти.

## Фізіологічний розвиток
За перший рік життя немовля виростає в середньому на 25—27 см. Зріст однорічної дитини досягає 75—77 см.
| Середня прибавка зросту і ваги в перший рік життя | Середня прибавка зросту і ваги в перший рік життя | Середня прибавка зросту і ваги в перший рік життя | Середня прибавка зросту і ваги в перший рік життя | Середня прибавка зросту і ваги в перший рік життя | Середня прибавка зросту і ваги в перший рік життя |
| Вік, міс.                                         | Надбавка зростання за місяць, см                  | Надбавка маси тіла за місяць, г                   | Загальна прибавка зростання, см                   | Загальна прибавка маси тіла, кг                   |                                                   |
| ------------------------------------------------- | ------------------------------------------------- | ------------------------------------------------- | ------------------------------------------------- | ------------------------------------------------- | ------------------------------------------------- |
| 1                                                 | 3                                                 | 600                                               | 3                                                 | 0,6                                               |                                                   |
| 2                                                 | 3                                                 | 800                                               | 6                                                 | 1,40                                              |                                                   |
| 3                                                 | 2,5                                               | 800                                               | 8,5                                               | 2,2                                               |                                                   |
| 4                                                 | 2,5                                               | 750                                               | 11                                                | 2,95                                              |                                                   |
| 5                                                 | 2                                                 | 700                                               | 13                                                | 3,65                                              |                                                   |
| 6                                                 | 2                                                 | 650                                               | 15                                                | 4,3                                               |                                                   |
| 7                                                 | 2                                                 | 600                                               | 17                                                | 4,9                                               |                                                   |
| 8                                                 | 2                                                 | 550                                               | 19                                                | 5,45                                              |                                                   |
| 9                                                 | 1,5                                               | 500                                               | 20,5                                              | 5,95                                              |                                                   |
| 10                                                | 1,5                                               | 450                                               | 22                                                | 6,4                                               |                                                   |
| 11                                                | 1,5                                               | 400                                               | 23,5                                              | 6,8                                               |                                                   |
| 12                                                | 1,5                                               | 350                                               | 25                                                | 7,15                                              |                                                   |

### Прорізування молочних зубів
Терміни прорізування зубів у дітей є індивідуальними. У більшості дітей зуби починають прорізуватися після 6-ти місяців, у деяких — після 4-х, а в окремих випадках у дітей перші зуби можуть бути вже при народженні. Нижні передні різці зазвичай з'являються першими у віці 5—7 місяців, верхні — у віці 9—11 місяців, а під кінець першого року життя, у віці 10—12 місяців, прорізуються нижні бічні різці. Повний же набір молочних зубів у більшості дітей спостерігається ближче до двох з половиною років.
Ознаками прорізування вважаються можливе незначне і короткочасне підвищення температури (не вище 38,3 °C), примхливість, відмова від їжі через больові відчуття (втрата апетиту до твердої їжі), підвищене слиновиділення, бажання жувати тверде. Чи не є ознаками прорізування зубів з'являється у віці 3-х місяців підвищене слиновиділення і бажання дитини тягнути руки в рот. Бажання тягти руки в рот виникає через придбаного природним чином вікового досвіду. При цьому найефективнішим засобом для зняття симптомів у малюка є прорізувачі для зубів, після чого по ефективності йде обіймання малюка. Спеціальні гелі для ясен при прорізуванні не рекомендується використовувати у дітей молодше 2-х років. Відомий випадок смерті 10 дітей в США через застосування гомеопатичних засобів для зняття дискомфорту при прорізуванні зубів.
Батьки ж і лікарі часто пов'язують прорізування зубів не тільки з підвищенням температури, але і з іншими симптомами. Однак воно не може викликати нежить, кашель, проблеми з випорожненням або блювоту. Списування лікарями різних симптомів на прорізування зубів може призвести до неправильного діагностування можливого захворювання.

### Здатність споживати їжу
Секреція шлункових, кишкових і панкреатичних травних ферментів у немовлят розвинена не так, як у дорослих, але немовля здатне повністю й ефективно перетравлювати та всмоктувати поживні речовини, що містяться в грудному молоці. Допомагають перетравлювати ферменти, що містяться в грудному молоці та сприяють гідролізу жирів, білків і вуглеводів в кишці. Приблизно до 4 місяців шлункова кислота допомагає пепсину повністю перетрвалювати білок.
До 4 місяців у немовлят відсутня нервово-м'язова координація, що дозволяє сформувати харчову грудку, перенаправити її в ротову порожнину і проковтнути. Приблизно в 5 місяців діти починають підносити до рота різні предмети, в цей час у них розвивається жувальний рефлекс, що дозволяє їм споживати деякі тверді продукти, незалежно від наявності зубів. З 4 до 7 місяців розвивається смоктальний рефлекс, а блювотний рефлекс переміщується із середини язика до задньої третини. До віку 8 місяців більшість дітей вже вміють сидіти, з'являються перші зуби, а гнучкість язика дозволяє ковтати твердіші грудки їжі. Незабаром у дітей з'являється здатність маніпулювання предметами, необхідна для самостійного годування, зокрема, для того, щоб тримати кухоль двома руками і їсти їжу із сімейного столу. Важливим є заохочення на відповідних етапах розвитку у дітей навичок жування і піднесення предметів до рота.

## Сенсомоторний розвиток
Протягом першого року життя немовля знайомиться з навколишнім світом, у нього розвивається моторика, розумові та фізичні здібності. Кожну секунду в його мозку формується від 700 до 1000 нових зв'язків між нейронами, а для мозку відводиться більша частина енергії. Розвиток відбувається по етапах. Кожен з етапів починається в певному віці, який може трохи відрізнятися від однієї дитини до іншої. Розвиток здібностей залежить від генетичних схильностей, якості харчування, оточення, в якому дитина росте, а також від того, скільки часу приділяється дитині дорослими.

### Мовний розвиток
Перший рік життя характеризується домовним розвитком дитини. В ході підкріпленої мімікою і жестами мовної взаємодії дорослих із дитиною, вона вчиться розпізнавати мову, наслідує вимові та з часом починає вимовляти перші слова.
| Вік, місяців | Мовний розвиток                                                                        |
| ------------ | -------------------------------------------------------------------------------------- |
| 0-3          | Йде розвиток емоційно-виразних реакцій, голосові реакції проявляються у вигляді крику. |
| 3-6          | Дитина починає реагувати голосом, з'являються агукання і белькотіння.                  |
| 6-10         | У дитини формується розуміння мови, йде активне белькотіння.                           |
| 10-12        | Дитина починає говорити перші слова.                                                   |

Однорічна дитина може знати від 2—3 до 15—20 слів, а одне і те ж слово може означати багато різних дій і предметів, тобто відбувається узагальнення.

### Розвиток по місяцях

#### Перші 4 тижні

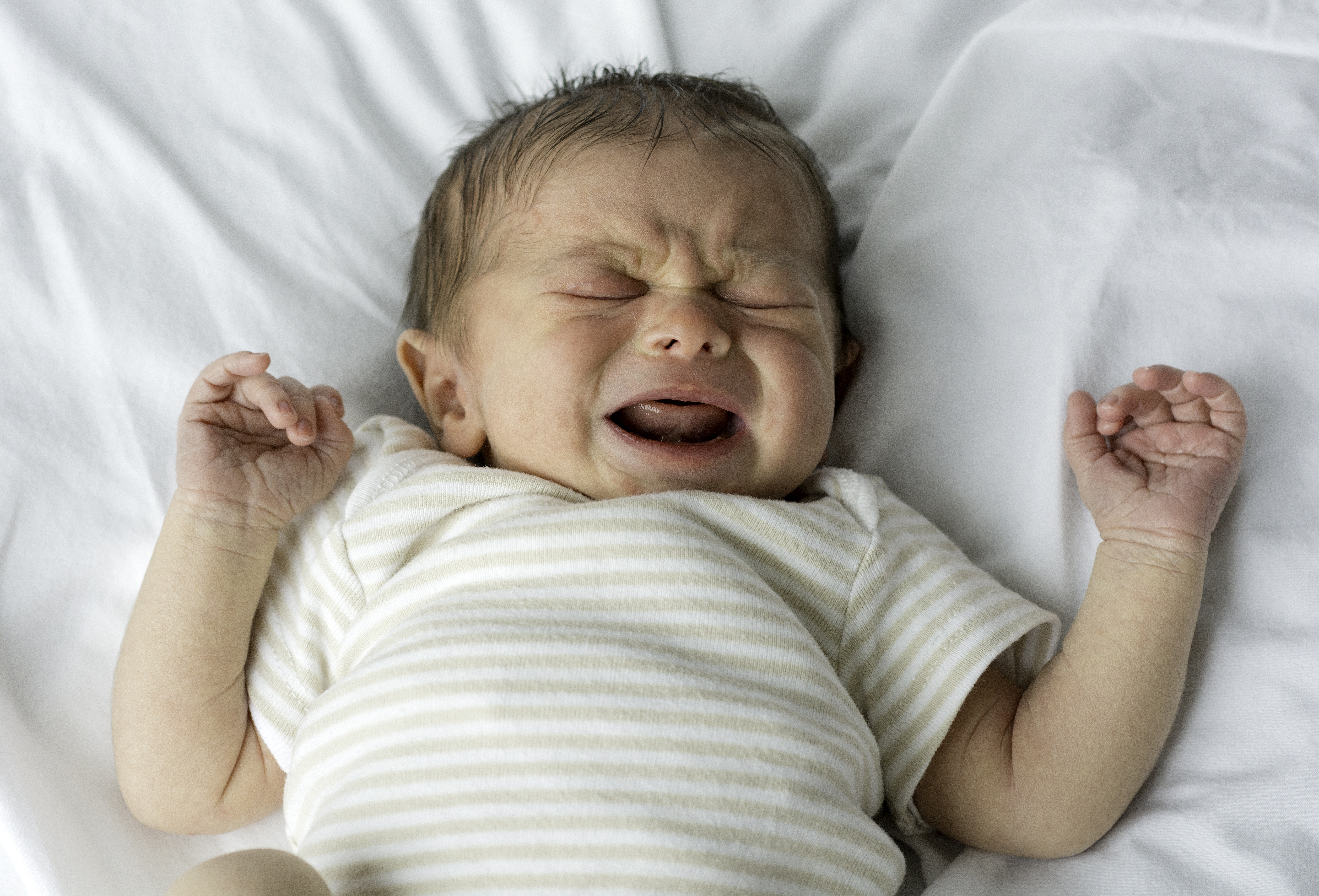
Плаче новонароджений, через кілька днів після народження

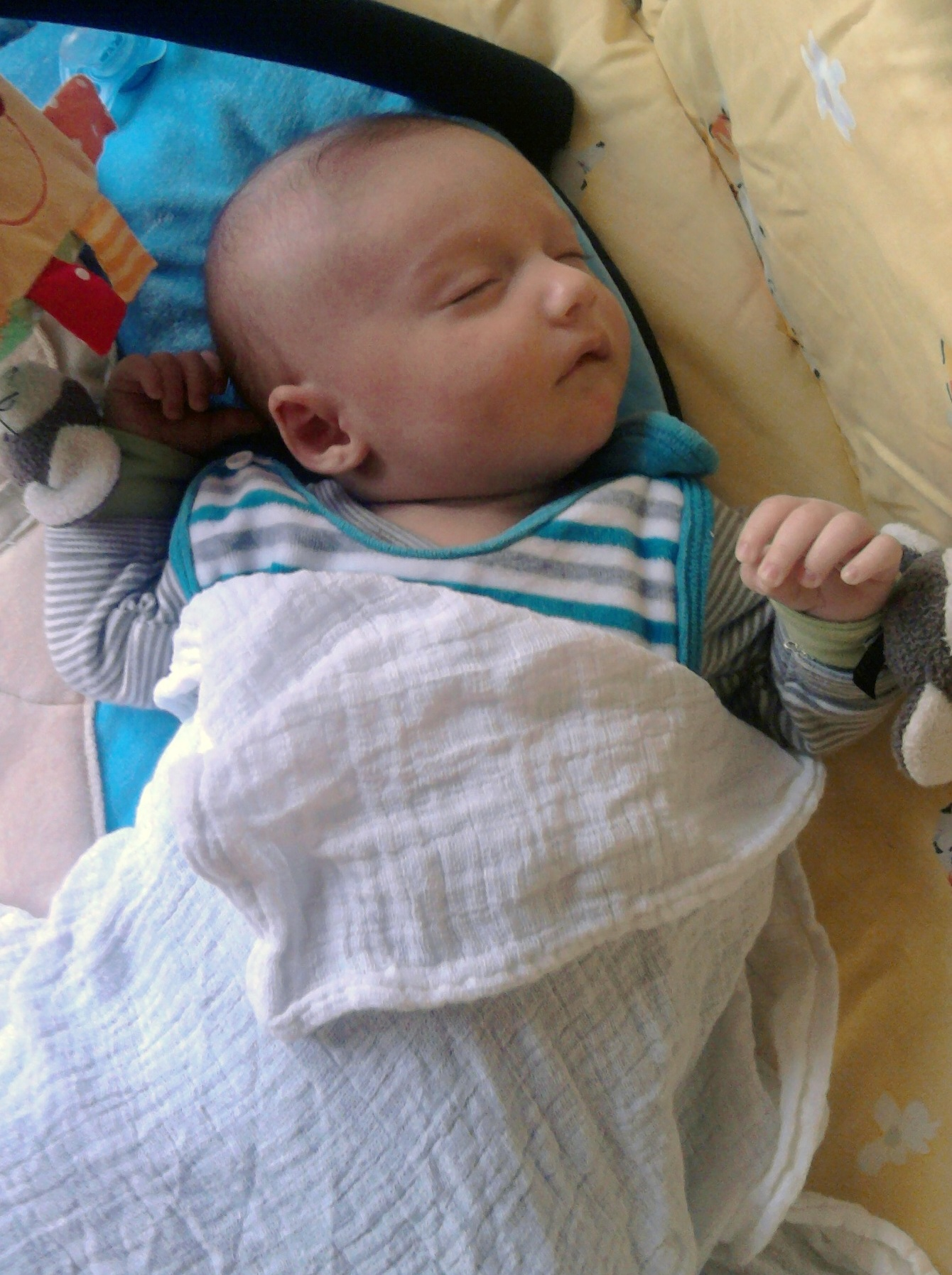
8-тижневе немовля

У свої перші 4 тижні новонароджений проходить перехідний етап від внутрішньоутробного до зовнішньоутробного життя. На цьому етапі дитина не здатна керувати своїми руками й ногами, проте володіє набором вроджених фізіологічних рефлексів.
З найбільш важливих слід зазначити наступні вроджені рефлекси:
- пошуковий, хоботковий і смоктальний рефлекси є складовими частинами інстинкту пошуку їжі і її поїдання[27];
- захисний рефлекс допомагає дитині повернути голову, щоб не задихнутися, якщо вона виявиться перевернутим на живіт обличчям вниз.

Ці та багато інших вроджених рефлексів часто використовуються в педіатрії для діагностування стану здоров'я немовляти. Найбільш важливими рефлексами при діагностуванні є: симетричний шийно-тонічний, асиметричний шийно-тонічний і лабіринтний тонічний. Викликання вроджених рефлексів також може служити для немовляти зарядкою, що розвиває його руховий апарат. Такими рефлексами є: хапальний, повзання та опори.
Крім безумовних вроджених рефлексів у немовляти починають з'являтися умовні рефлекси. Згідно з експериментальними даними, вже у віці 20-ти днів немовля здатне запам'ятовувати події, що, своєю чергою, означає, що у нього можуть розвиватися умовні рефлекси на зовнішні впливи.
Поряд з вродженими рефлексами у новонароджених є і вроджені переваги. Наприклад, немовлята можуть дивитися на одні зображення довше, ніж на інші. Роберт Франс в ході експериментів показав, що немовлята надають перевагу структурованим зображенням, серед яких більша увага приділялася особам і концентричним колам.
Вже з народження немовлята можуть наслідувати міміку обличчя дорослих людей в залежності від рівня розвитку своєї моторики. Одним з експериментів, в ході яких проявлявся даний феномен, була робота Т. Фіелд і її колег. Немовлятам у віці півтора дня демонструвалися радісне, сумне і здивоване обличчя. Незалежні спостерігачі за виразом обличчя дитини змогли в 70 % випадків вгадати той вираз обличчя, яке наслідував немовля. Виходячи з результатів, автори експерименту зробили висновок, що вже з народження немовля здатне розпізнавати принаймні 3 різні вирази обличчя.
З народження і до 2-х місяців немовлята рефлекторно видають звуки, пов'язані з фізіологічними процесами або стресом. Використовувати звуки для комунікативних цілей немовлята на даному етапі ще не вміють.
У перші дні після народження немовля вже здатне розрізняти голос матері, це пояснили експерименти А. ДеКаспера і М.Спенс. Вагітні жінки протягом останніх 6-ти тижнів вагітності досить часто зачитували вголос одну і ту ж дитячу історію. Після народження у немовлят посилювався смоктальний рефлекс під час зачитування цієї історії, в порівнянні з іншими історіями.
Гучність звуків, на які здатний реагувати новонароджений, — 60 децибелів.

#### Один місяць
В 1 місяць зорове сприйняття об'єктів зосереджено на вивченні меж об'єктів. Якщо дитині показувати геометричні фігури, то він буде вивчати їхні краї.
Немовля починає освоювати базові рухи, не обумовлені вродженими рефлексами: хапання і кидання. У цьому віці, лежачи на животі, немовля здатне короткочасно підіймати та тримати голову.

#### Два місяці
Вже до другого місяця немовля здатний розрізняти червоний, зелений і синій кольори, а також яскравість. Згідно з експериментами Роберта Фантца немовлята можуть розрізнити дві смужки білого кольору, що відрізняються один від одного яскравістю на 5 %.
Починаючи з 2-х місяців немовля здатний використовувати звуки для комунікації. Воно може сміятися у відповідь на розмови з ним дорослого, або у відповідь на його усмішку. Також немовля вже знає базові властивості рідної мови та здатний відрізнити його від іноземних, що було показано дослідженнями, проведеними А. Крістоф і Дж. Мортоном. В ході експерименту англомовному немовляті програвалися записи мови на різних мовах, вимовлені різними людьми. Характер смоктання змінювався, якщо англійська мова змінювалась іноземною, але не змінювалась, якщо одна іноземна мова змінювалася на іншу.
У дітей стає характерним хапальний рефлекс: якщо вкласти палець в руку дитини або натиснути ним на долоню, то кисть дитини автоматично схопить палець.

#### Три місяці

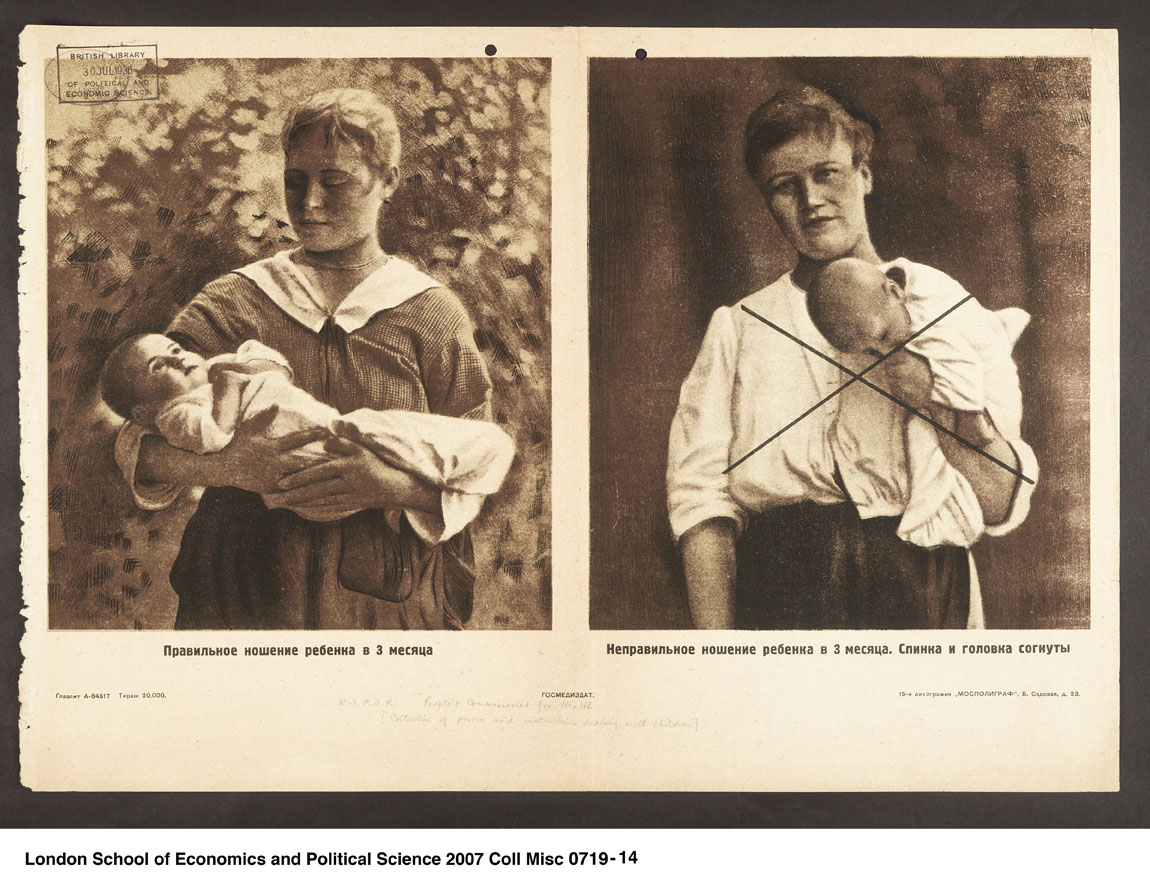
Правильне (зліва) носіння тримісячного немовляти на руках

До 2—3-х місяців кольоровий зір немовлят такий же, як і в дорослих, а гучність звуків, на які здатне реагувати немовля в 3 місяці, — приблизно 40 децибелів.
Спираючись на зігнуті руки, дитина вже здатна підіймати верхню частину тулуба і впевнено тримає голову.

#### Чотири місяці
До 4-х місяців у немовляти розвивається тривала посмішка і знижується частота плачу. Немовля здатне керувати руками під зоровим контролем, а також може чіпати та хапати предмети, які рухаються з великою швидкістю предмети. Дитина починає проявляти інтерес до іграшок і здатна тягнутися до них. Починається розвиток управління рухом власних пальців.
Рівень інтелекту вже дозволяє встановлювати причинно-наслідкові зв'язки: немовля може знаходити взаємозв'язки між зоровими, тактильними та слуховими даними. Якщо немовля випадково торкнеться брязкальця рукою, то воно буде намагатися повторити ті ж дії, щоб змусити брязкальце знову видавати звуки. Також немовля вже може співкоординовувати рухи губ і видавані ними звуки, що було з'ясовано в ході досліджень П. Кул і А. Мелтзофа. Немовлятам одночасно демонструвалися два відеофільми без звуку, між якими розташовувалася аудіоколонка. У фільмах були зображення осіб, що говорили звуки «а» і «і», відповідно. З колонки почергово звучав або звук «а», або звук «і». Немовлята довше дивилися на той відеофільм, якому відповідав вимовний звук.

#### П'ять місяців
Приблизно в 5 місяців діти починають підносити до рота різні предмети.

#### Шість місяців
Розвиток моторики та зорового сприйняття призводить до того, що з 6-ти місяців немовля здатне визначати розмір предметів, незалежно від відстані до них. З 6-ти—7-ми місяців немовлята активно розмахують предметами, труть їх і кидають, що на даному етапі є основною формою вивчення навколишнього світу. Ці дії дозволяють немовляті вивчити такі властивості об'єктів, як характер поверхні та вага.
Відповідно до одного з експериментів Клаєса фон Гофстена, вже з 6-ти місяців немовлята здатні передбачати майбутнє становище об'єктів при лінійному русі, але їм вкрай складно визначати положення, якщо траєкторія є нелінійною. В ході експерименту немовляті демонструвався лінійний рух привабливого об'єкта, який ненадовго переховувався за невеликим екраном прямокутної форми, а слідом з'являвся на іншому кінці екрану. Після декількох демонстрацій, при зникненні об'єкта, дитина вже дивилася на ту межу екрану, через яку повинен був з'явитися об'єкт. Якщо після шести демонстрацій напрямок змінювалося, то немовля успішно впорувалося з визначенням майбутнього положення об'єкта.
У положенні сидячи з підтримкою у малюка звільняються руки, що дозволяє йому дотягуватися до предметів, хапати їх і вивчати. Дитина буде вивчати предмети, розглядаючи їх, і тягнути собі в рот, вважаючи за краще все нове. Подібний спосіб навчання триватиме до 12 місяців.

#### Сім місяців
Починаючи з 7-ми місяців немовлята здатні розрізняти відстань до об'єктів. Ця здатність була з'ясована К. Грандуром в ході його експериментів зі сприйняття розмірів об'єктів. Немовлятам пропонувалися дві іграшки різного розміру. Після 5 хвилин гри з іграшками дітям демонструвалися ті ж іграшки, але однакового розміру і з однакової відстані. Виявилося, що діти тяглися до тієї іграшки, яка спочатку була менша за розміром (тобто візуально здавалася ближче, ніж інша іграшка).

#### Вісім місяців

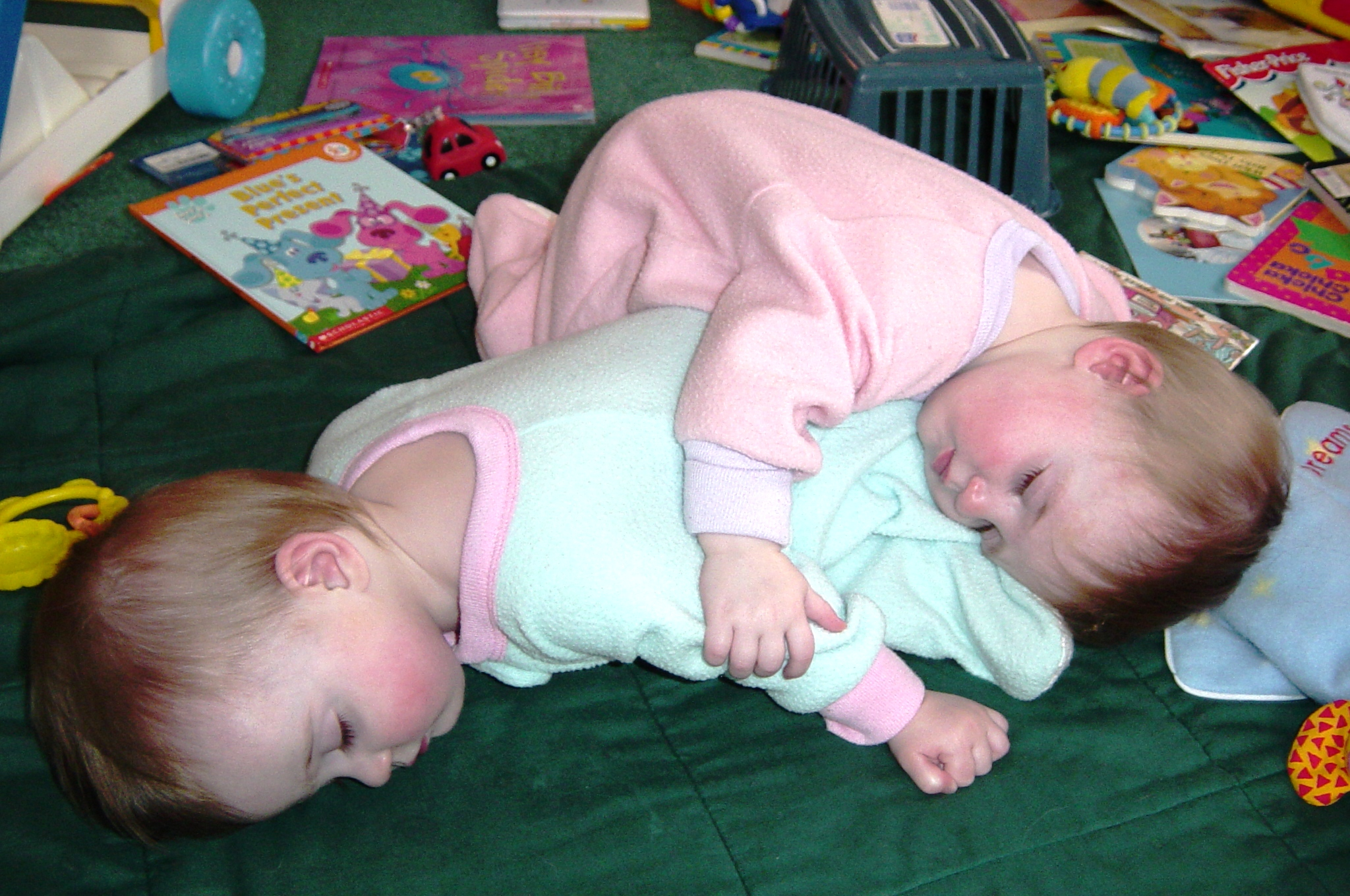
Восьмимісячні сестри-близнюки

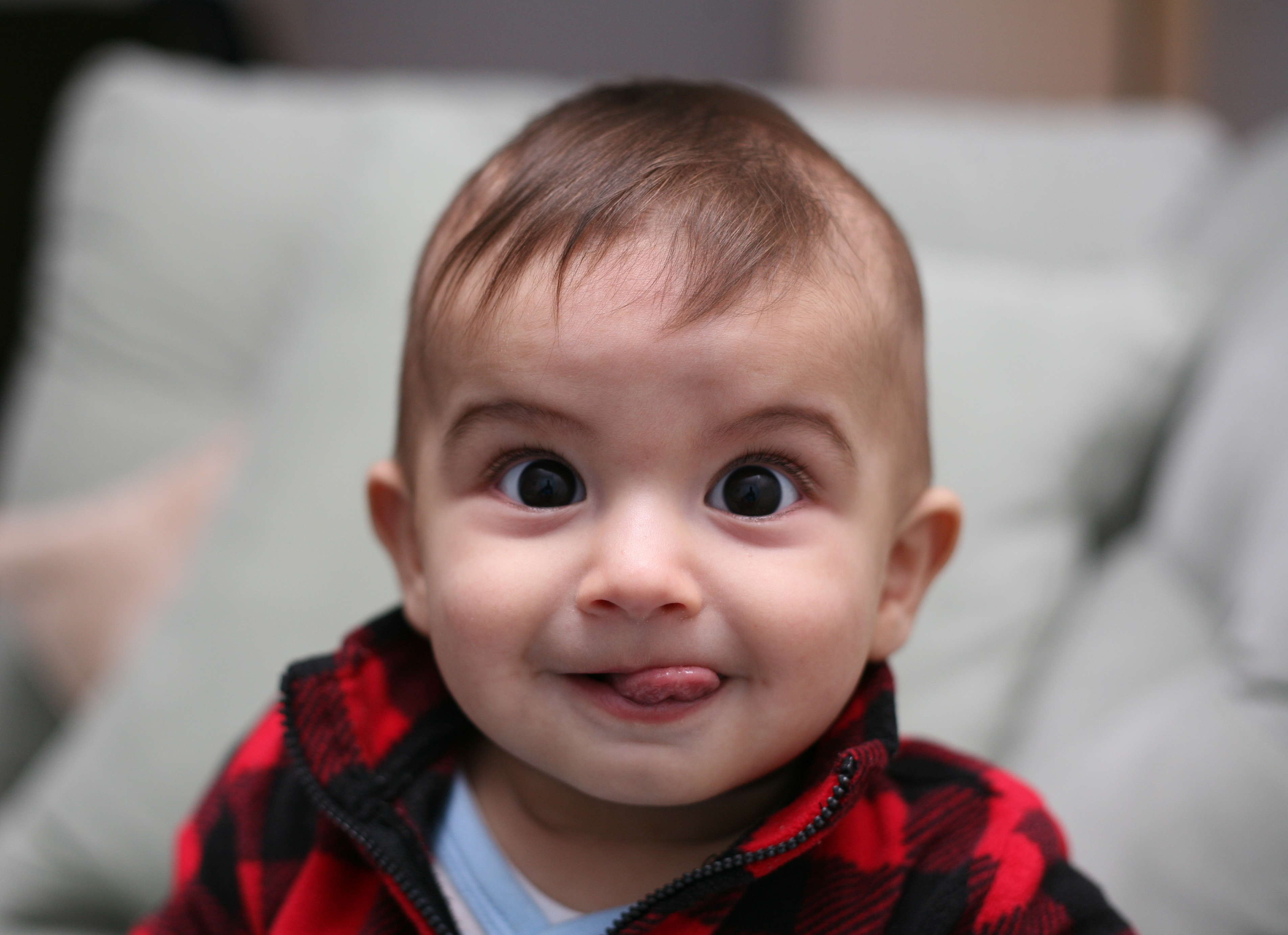
Восьмимісячна дитина; загальні риси обличчя зазвичай більше в порівнянні з особою.

З 8-ми місяців відбувається активний розвиток інтелекту у дитини. Згідно з висновками Жана Піаже, на цьому етапі життя у немовляти розвивається практичний інтелект: він знає про постійне існування об'єктів і здатне шукати їх, навіть якщо їх немає в поле зору.
Гучність звуків, на які здатний реагувати немовля в 8 місяців, — приблизно 30 децибелів.

#### Десять місяців
У 10 місяців немовля здатне сидіти, що дозволяє йому краще вивчати предмети руками: у вивченні предметів використовуються обидві руки (одна фіксує предмет, а друга вивчає його).

#### Дванадцять місяців

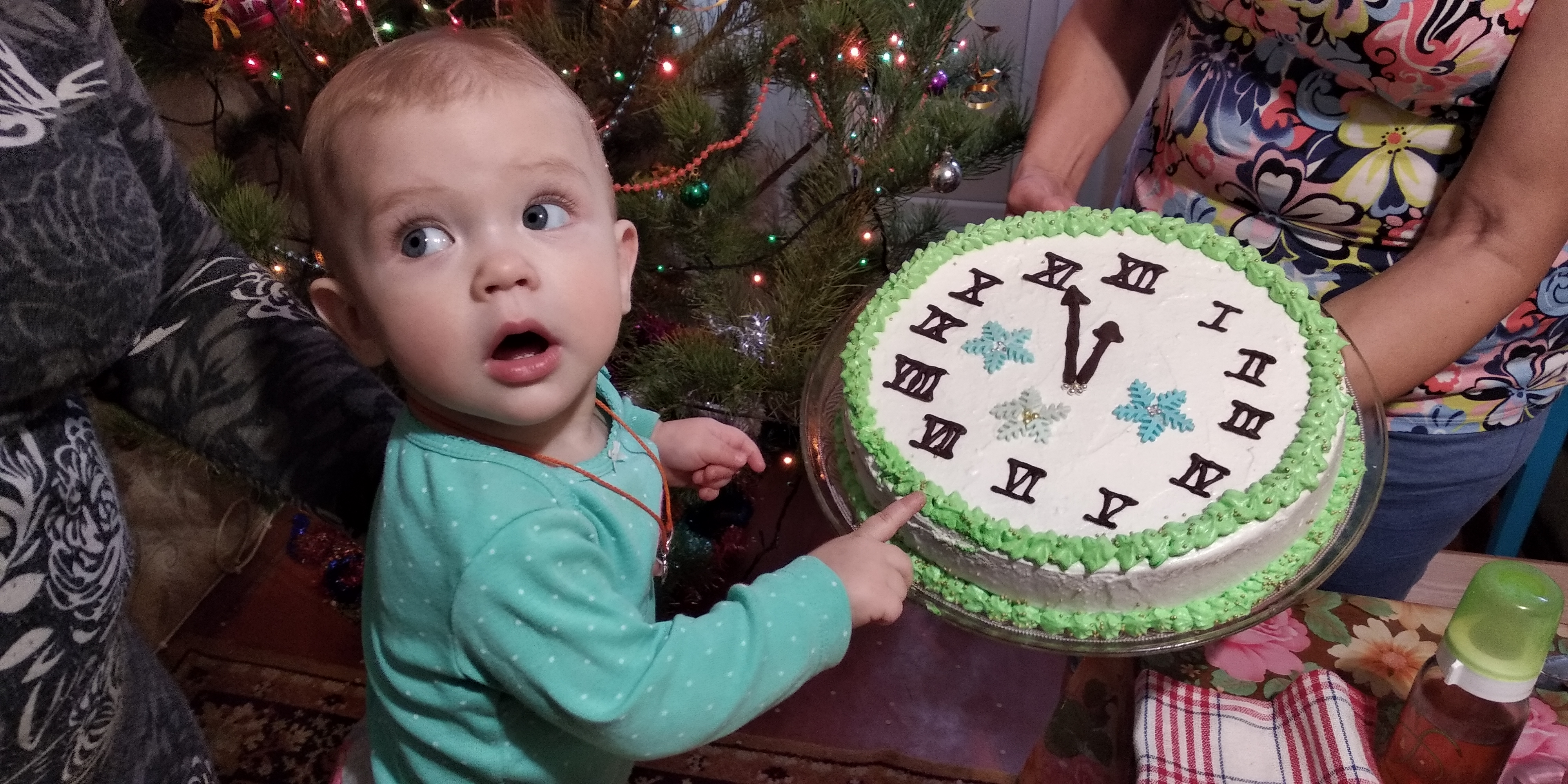
У 12 міс. немовля реагує на своє ім'я і все навколишнє середовище

З 12-ти місяців діти починають експериментувати з об'єктами та власними діями над ними. Вони вже не просто намагаються повторити ті чи інші дії, або відтворити отриманий раніше ефект, але і з'ясовують взаємини між об'єктами, діями та ефектами.
Дванадцятимісячні діти вже мають уявлення про цілі тих чи інших дій. Наприклад, згідно з експериментами, проведеними Дьордь Гергеєм і його колегами, дитина здатна передбачити, що сірий м'ячик, який рухається по прямій лінії в сторону бар'єру, повинен його перестрибнути. Якщо ж м'ячик буде перестрибувати невидимий бар'єр, то це викличе у дитини подив.
Діти починають активно використовувати вказівний жест для звернення уваги дорослого до об'єктів і до реакції малюка на них (спільна увага). Згідно з дослідженнями Ульфа Ліцковскі і його колег дитина частіше дивилася на об'єкти, якщо дорослий звертав увагу не тільки на об'єкт уваги дитини, але і на його обличчя, емоційно коментуючи об'єкт.
З цього періоду починається активний розвиток мови, але поки ще дитина знає і розуміє набагато більше, ніж може висловити словами.
Однорічні діти зазвичай вже вміють впевнено ходити без підтримки.

## Галерея

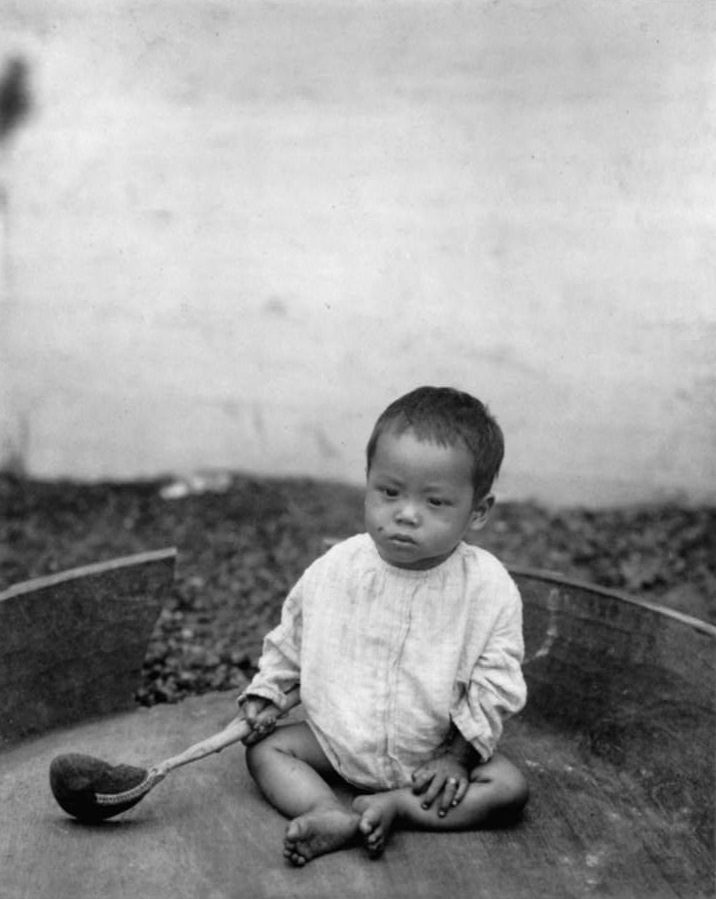
Азійське немовля
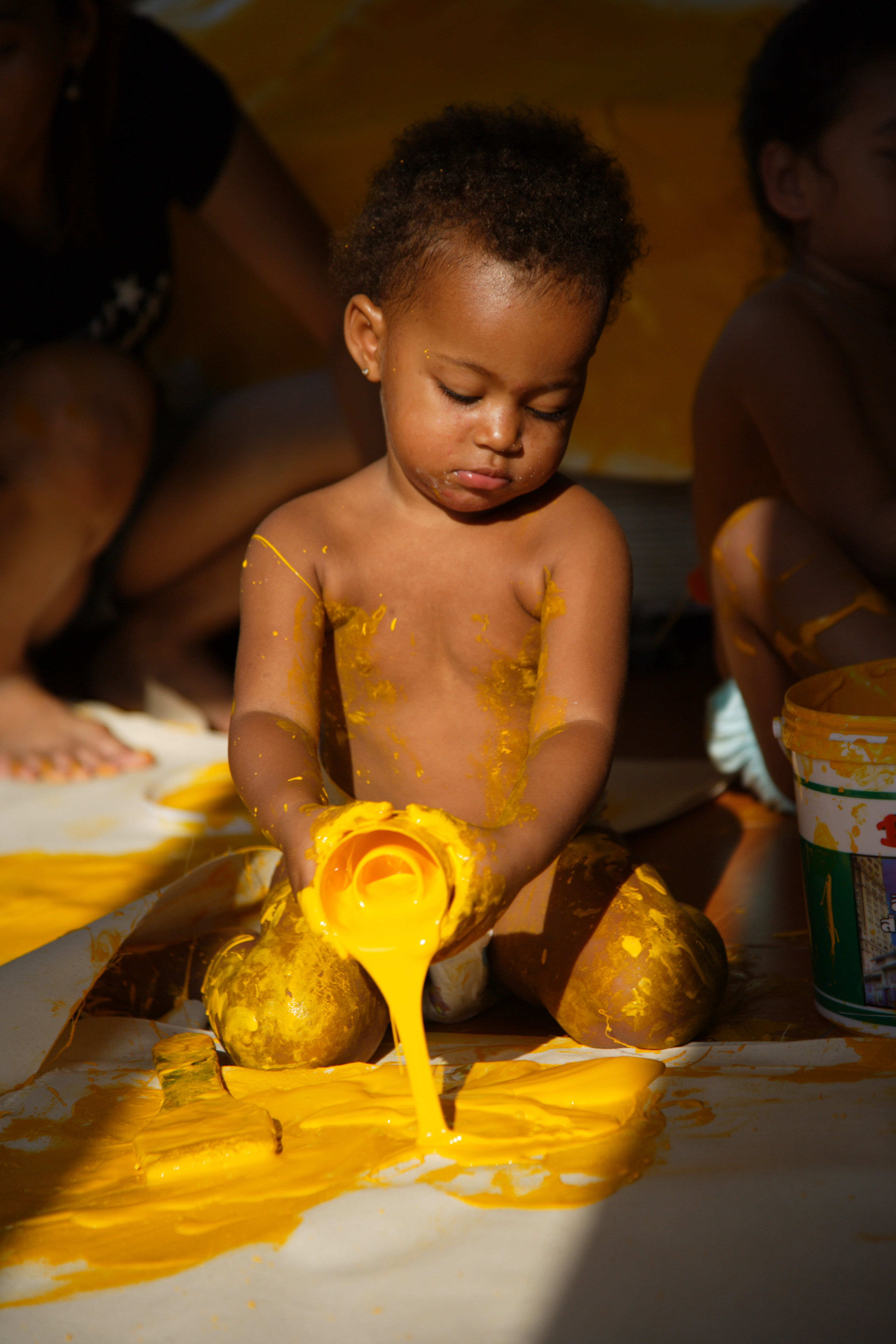
Африканське немовля
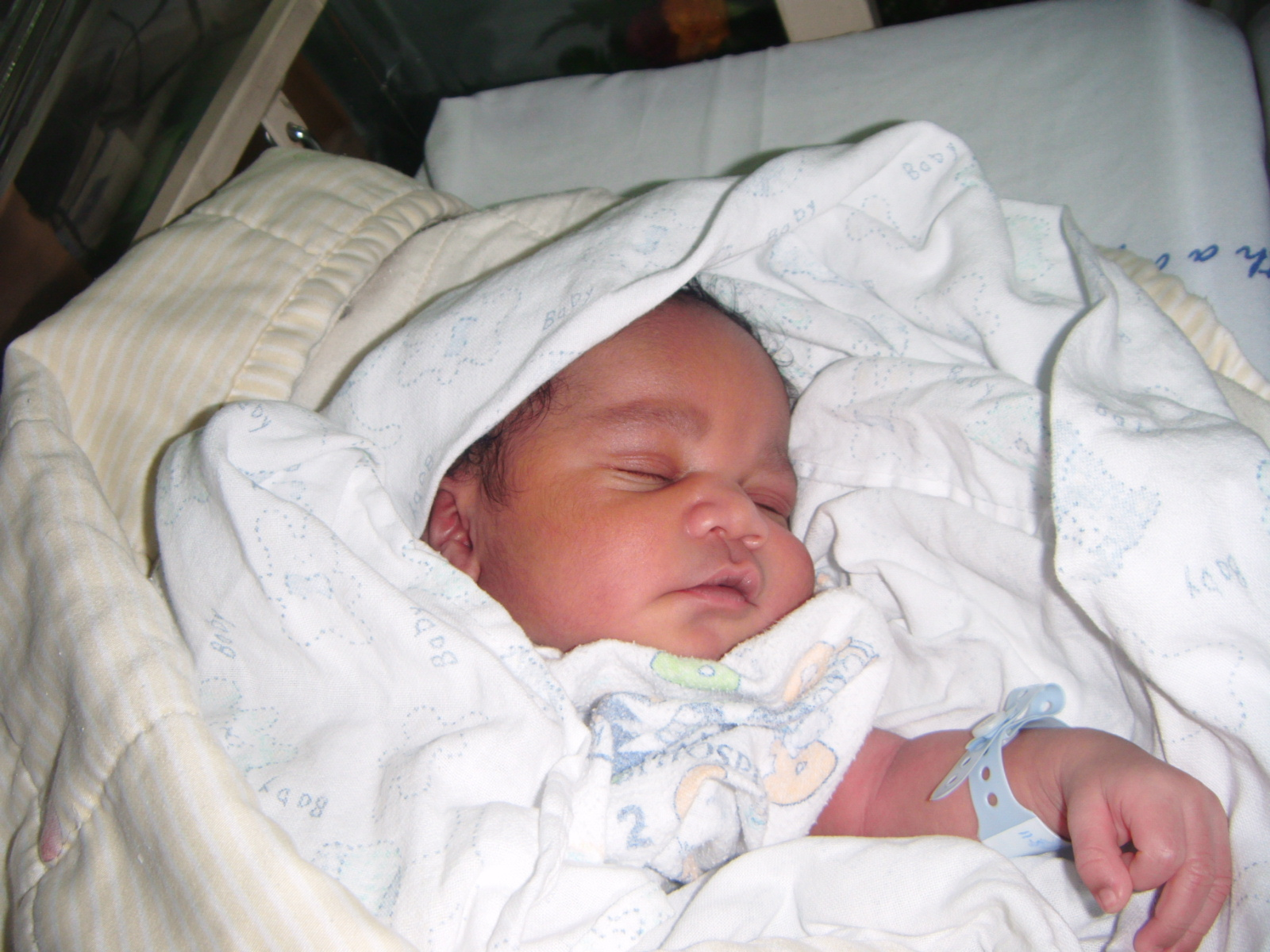
Африканське немовля зі світлою шкірою
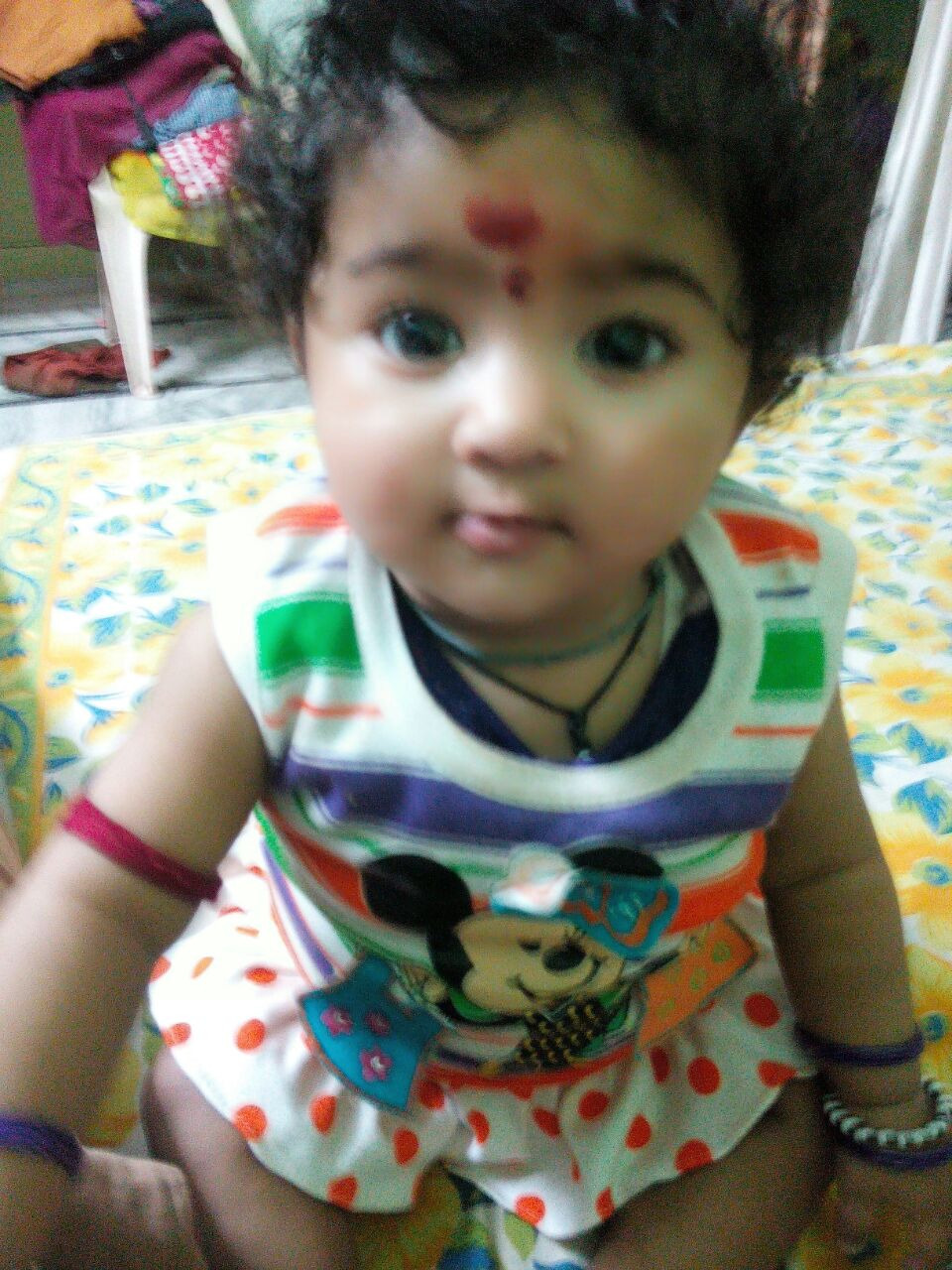
Індійське немовля